# Acciaio balistico
L'acciaio balistico è una variante dell'acciaio, usato principalmente nella costruzione di mezzi corazzati e blindati poiché in grado di proteggere  da proiettili o schegge di granate. Viene anche impiegato nella realizzazione di poligoni di tiro, nei serramenti, nella fabbricazione di garitte e nei giubbotti antiproiettile.
La peculiare robustezza di queste leghe è conferita dalla presenza, nella formula di produzione, di una maggiore concentrazione di carbonio e nichel.
Una carica cava è in grado di perforare blindature costruite con questi acciai.
Esempi di acciaio balistico sono:
- Armox
- Ramor 500